# AC Cars

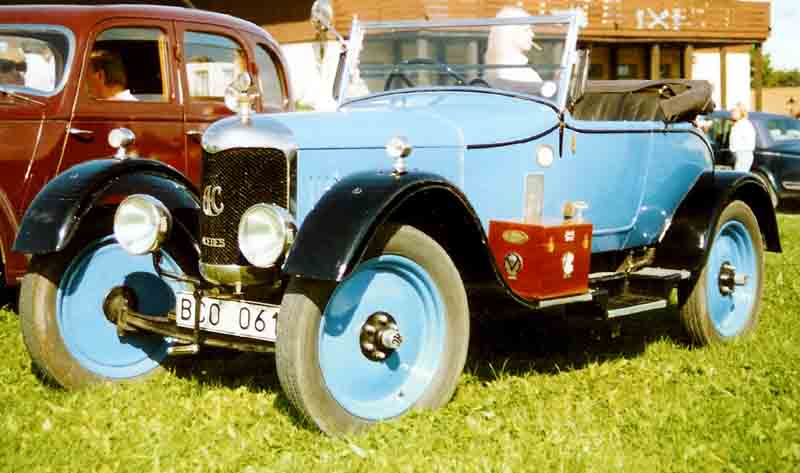
A.C. Royal Roadster 1924

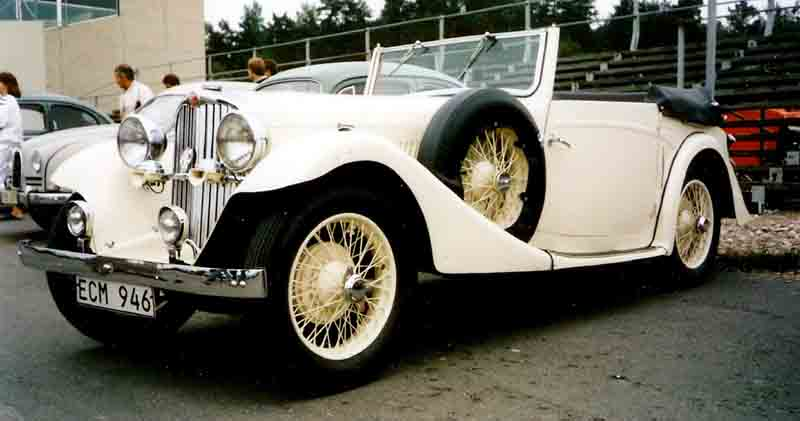
A.C. 16/70 Sports Drophead Coupé 1935

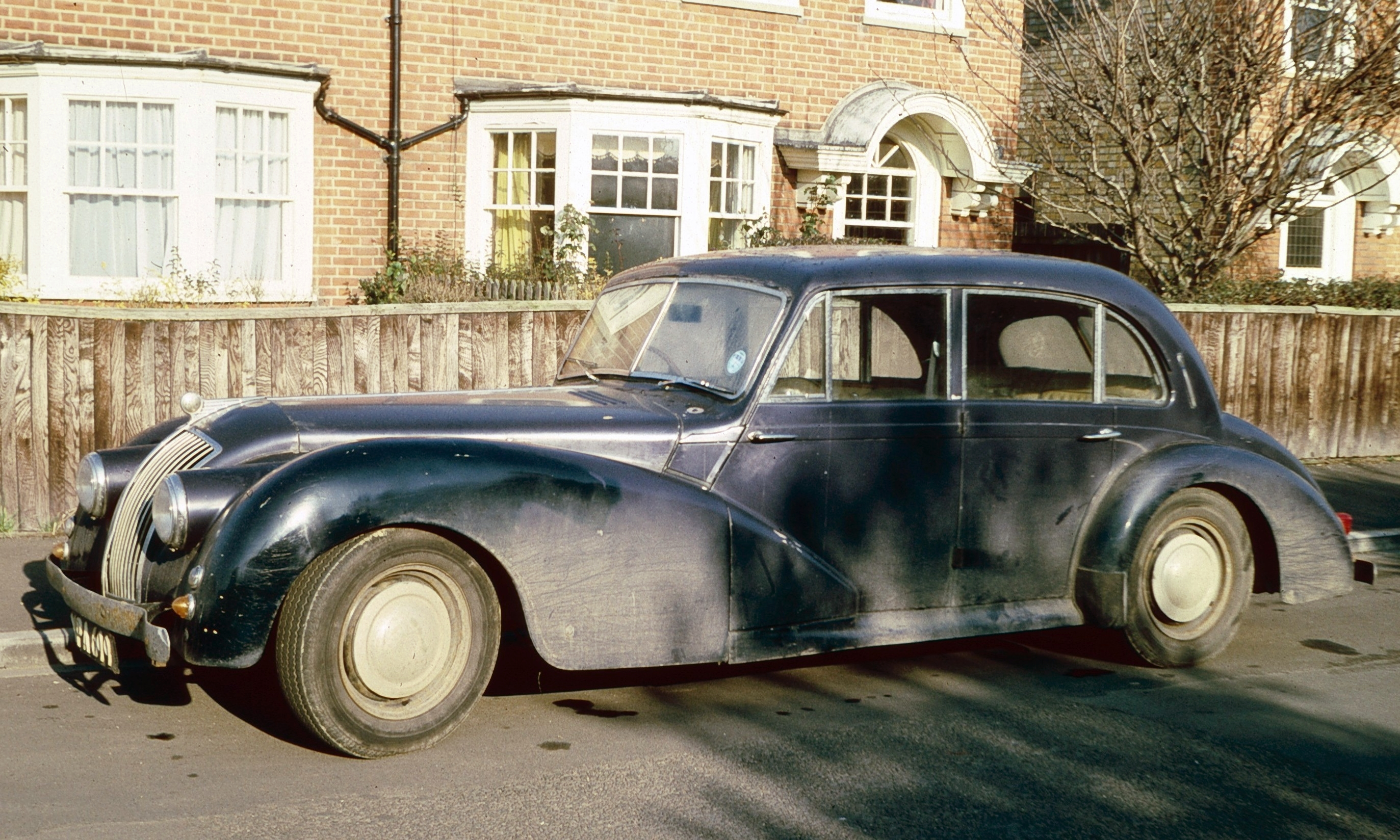
A.C. 2 litre 1947 - 1956

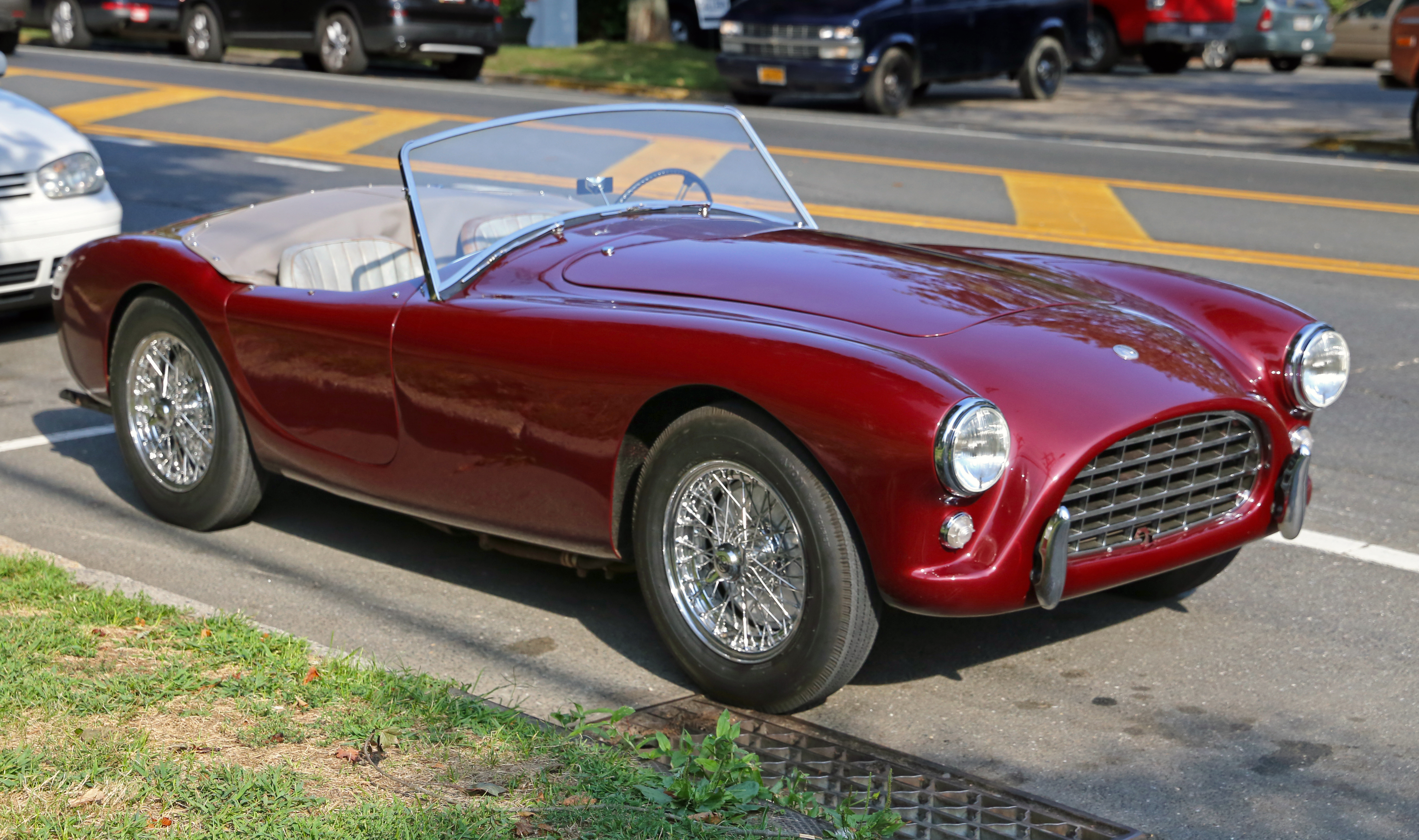
A.C. Ace med AC:s egen motor

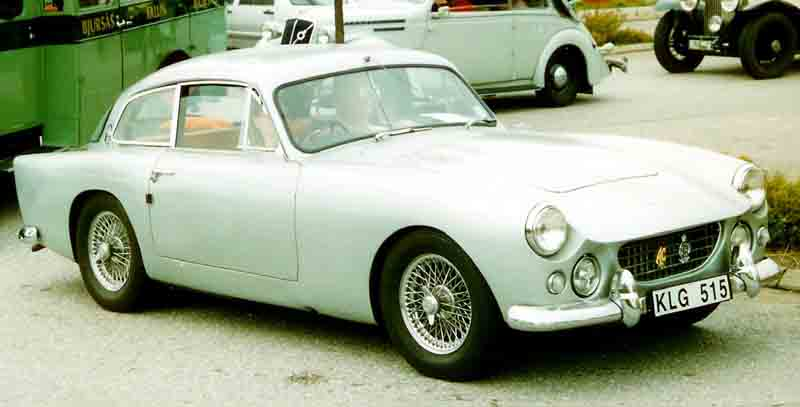
A.C. Greyhound Saloon 1962

AC Cars Group Ltd. var en biltillverkare från England med huvudkontor i Weybridge, Surrey. AC är ett av de äldsta oberoende bilmärkena i Storbritannien.

## Historia
Företaget startades 1901 som "Weller Brothers", men 1909 bytte man namn till "Autocarriers Ltd" och började ha AC i sin logotyp.
1951 började man tillverka AC Ace. En lätt roadster med en sexcylindrig motor från AC själva, sedermera en (likaledes tvåliters) från Bristol Cars. När man 1961 inte längre hade tillgång till Bristol-motorn började man ett samarbete med Carroll Shelby angående att montera en Ford V8 i chassit. Resultatet blev AC Cobra som kom 1962. Kombinationen av den kraftiga V8:an och det lätta chassit visade sig ge enorma resultat (både positivt och negativt). Cobran såldes till Ford i 1965 och produktionen las ner 1969.
1986 såldes företaget till Ford och blev AC Car Group. Det såldes igen i 1993 och 1996 ombildades det till Car Group Ltd och började producera bilar igen.
Originalbilar från AC från den tid det begav sig kostar oerhörda summor idag. Det har utvecklats en subkultur då man bygger sina egna bilar enligt samma koncept. Stor motor och lätt bil. Det är inte ovanligt med över 500 hk fördelat på 900 kg bil.

## Modeller
- Autocarrier
- AC Sociable
- AC Ten
- AC 12 hp
- AC Six (16/40, 16/56 och 16/66)
- AC Six (16/60, 16/70 och 16/90)
- AC 2 litre
- AC Petite
- AC Ace
- AC Aceca
- AC Greyhound
- AC Cobra 260/289/AC289
- AC Cobra 427/428
- AC 428
- AC 3000ME